# Edgar Nixon
Pour les articles homonymes, voir Nixon.
Edgar Daniel Nixon (12 juillet 1899 à Montgomery – 25 février 1987, même ville) était un militant américain des droits civiques, qui co-organisa le boycott des bus de Montgomery en 1955 et 1956 avec Martin Luther King, à la suite de l'arrestation de Rosa Parks. Nixon était le président local du National Association for the Advancement of Colored People (NAACP),,,.